# Filippo Zuccarello
Filippo Zuccarello (Patti, 26 settembre 1891 – Carso, 23 maggio 1917) è stato un militare italiano, decorato di Medaglia d'oro al valor militare alla memoria, e di Medaglia d'argento nel corso della prima guerra mondiale.

## Biografia
Nacque a Patti, provincia di Messina, il 26 settembre 1896, figlio di Giuseppe e Francesca Aiello,  primogenito di quattro figli.  Conseguito il diploma tecnico fu ammesso a frequentare la Scuola Militare Nunziatella di Napoli, e nel settembre 1909, terminati i corsi di studio, entrò nella Regia Accademia Militare di Artiglieria e Genio di Torino. Uscitone con il grado di sottotenente nel settembre 1911, fu assegnato all'arma di artiglieria, e dopo aver frequentato la relativa Scuola di applicazione fu assegnato a prestare servizio presso il 7º Reggimento artiglieria da fortezza. Dietro sua domanda lasciò il servizio attivo per iscriversi, nel dicembre 1914, all'università di Torino per conseguire la laurea in ingegneria. Dopo l'entrata in guerra del Regno d'Italia, avvenuta il 24 maggio 1915, fu mobilitato immediatamente ed assegnato al 6º Reggimento artiglieria da fortezza, in forza ad una batteria operante in Val Giudicarie. Nel mese di novembre fu promosso tenente, entrando in servizio permanente effettivo, e con la costituzione dei primi reparti della specialità bombardieri assunse il comando della 112ª Batteria bombarde del 10º Raggruppamento, inquadrato nella 3ª Armata del tenente generale Emanuele Filiberto Duca d'Aosta. L'8 agosto 1916 si distinse particolarmente a Quota 240 sul Podgora, di fronte alla città di Gorizia, quando dopo aver distrutto con un preciso tiro le difese nemiche andò all'attacco delle trincee avversarie alla testa dei suoi uomini catturando 9 ufficiali, circa 350 soldati e molto materiale bellico, e liberando anche 100 prigionieri italiani.  Per questa azione fu decorato di medaglia d'argento al valor militare, e circa un mese dopo ricevette anche la Croce al merito di guerra per una brillante azione compiuta a Quota 208 del Vallone Benetti, sul Carso. Promosso capitano nell'aprile 1917, un mese dopo partecipò alla decima battaglia dell'Isonzo.
Il 23 maggio, mentre si trovava a Quota 247, durante l'infuriare della battaglia, si accorse che il II Battaglione della Brigata "Catanzaro" aveva perduto il suo comandante, ed avanzava con difficoltà. Uscito dalla sua postazione, si mise alla testa del reparto, guidandolo al grido di Avanti ragazzi...la vittoria è nostra!.
Poco dopo il battaglione conquistò la trincea nemica, ma subito prima che il reparto vi entrasse, egli fu colpito da una pallottola alla testa e morì  sul colpo.  Il corpo fu inizialmente tumulato nei pressi di Ferletti nel comune di Doberdò, in provincia di Gorizia, mentre si fissarono per il 23 giugno i solenni funerali nel Duomo di Messina.  Un anno dopo a Patti Marina fu scoperta una lapide, murata nella casa natale. Con Regio Decreto 2 giugno 1921 fu insignito della Medaglia d'oro al valor militare alla memoria.
Il capitano Finizia lo ricordò così: "Sopra tutti rifulse, espressione sublime dell'ardimento della fede dei bombardieri, e dell'intero esercito, l'eroismo del comandante della 112ª Batteria, colpito gloriosamente da una fucilata in fronte, mentre esaurito il compito assegnato al suo reparto guidava all'assalto un battaglione di fanteria rimasto privo del suo capo. Ricordate il nome del capitano Filippo Zuccarello; resti sempre nei nostri cuori, come il simbolo più puro e più luminoso del valore italiano."
Al capitano Filippo Zuccarello sono intitolate sia una strada della natìa Patti, che una delle aule della Scuola Militare Nunziatella, sua Alma Mater.

### Annotazioni
1. ↑  Tale unità era al diretto comando del capitano Finizia.
2. ↑  Poco tempo prima aveva scritto in una lettera alla sorella: Se dovrò lasciare la vita per la Patria, ricordati che sono felice; quindi nessuna disperazione. La notizia della sua morte fu comunicata alla famiglia il 25 maggio 1917.
3. ↑  Alle onoranze funebri parteciparono autorità civili, militari e religiose, con tutte le rappresentanze delle scuole, i cittadini di Patti con il sindaco Ignazio Accordino e il vescovo mons. Ferdinando Fiandaca.
4. ↑  In tale occasione si tenne un discorso ufficiale pronunciato dallo storico pattese duca Vincenzo Ruffo, principe della Floresta.

### Fonti
1. 1 2  Carolei, Greganti, Modica 1968, p. 54.
2. 1 2 3 4 5 6 7 8  Combattenti Liberazione.
3. 1 2 3  Città di Patti.
4. 1 2 3 4 5 6 7 8  Nappi 2015, p. 60.
5. ↑  Quirinale - scheda - visto 17 settembre 2018